# عاشقان بلغاری
عاشقان بلغاری (انگلیسی: Bulgarian Lovers) فیلمی اسپانیایی در ژانر درام به کارگردانی الوی د لا ایگلسیا است که در سال ۲۰۰۳ منتشر شد. از بازیگران آن می‌توان به اما پنه‌یا، فرناندو گی‌ین کوئربو و پپون نیه‌تو اشاره کرد.